# Чориев, Нормумин Аманович
Нормумин Аманович Чориев (узб. Normoʻmin Omonovich Choriev род. 26 ноября 1959 года в Кумкурганском районе Сурхандарьинской области) — узбекский государственный деятель, хоким Сурхандарьинской области, депутат Олий Мажлиса Республики Узбекистан II созыва.

## Биография
В 1999 году избран в Олий Мажлис Республики Узбекистан II созыва от Кумкурганского округа, Сурхандаринская область.
В декабре 2011 года назначен исполняющем обязанности хокима Сурхандарьинской области. 15 июня 2012 года Нормумин Чориев утверждён хокимом Сурхандарьинской области. 19 декабря 2013 года освобождён от должности хокима.